# Superflat

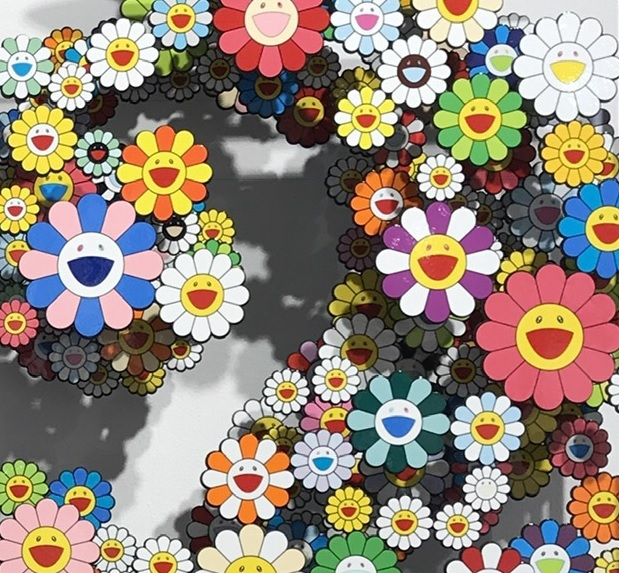
Фирменные цветы Такаси Мураками

Superflat (суперфлэт; «суперплоскость») — термин, придуманный современным японским художником Такаси Мураками для описания своего стиля.
Термин «superflat» создан для того, чтобы объяснить новый визуальный язык, активно применяемый поколением молодых японских художников. Такаси Мураками обосновывает его так: «Я думал о реалиях японского рисунка и живописи и о том, как они отличаются от западного искусства. Для Японии важно ощущение плоскости. Наша культура не обладает 3D-формами. 2D-формы, утверждённые в исторической японской живописи, сродни простому, плоскому визуальному языку современной анимации, комиксов и графического дизайна».

## Обзор
Термин «суперфлэт», по версии Такаси Мураками, обозначает различные сплющенные формы в японской графике, анимации, поп-культуре и изобразительном искусстве, а также «мелочную пустоту потребительской культуры в Японии». Термин вскоре был принят в среде американских художников, которые развили его и создали гибрид под названием «SoFlo Superflat».
Среди художников движения обычно выделяют таких, как Тихо Аосима, Махоми Куниката, Саюри Митима, Ёситомо Нара, Ая Такано и Такаси Мураками. Кроме того, некоторые художники аниме и манги выставляли свои работы на выставках суперфлэт, особенно Кодзи Моримото и Хитоси Томидзава, автор «Инопланетян в школе № 9» и Milk Closet.
Мураками определяет суперфлэт в широком смысле, поскольку сам его предмет очень разнообразен. Некоторые работы посвящены потребительскому и сексуальному фетишизму, который получил распространение в послевоенной японской культуре: сюда часто относят лоликон, пародируемый, к примеру, работами Хэммару Мачино. Эти работы представляют собой исследование сексуальности отаку через гротескные и/или искажённые образы. Другие работы больше связаны со страхом взросления. Например, в работах Ёситомо Нары часто изображаются игривые граффити на старом японском укиё-э, выполненные в детской манере. Наконец, некоторые работы сосредоточены на основных желаниях и стремлениях отаку и характерных для общей послевоенной японской культуры. На самого Мураками оказали влияние такие режиссеры, как Хидэаки Анно.
С движением тесно связан и японский скульптор Бом. Он участвовал в самой первой выставке суперфлэтистов, а его работы, основанные на существующих персонажах аниме бисёдзё, были представлены во многих галереях, в том числе и на его персональной выставке в Kaikai Kiki.